# Стариков, Иван Моисеевич
Иван Моисеевич Стариков (31 мая 1908 — 1 мая 1990) — советский военачальник, Участник Советско-финляндской войны. Великой Отечественной войн. 
Генерал-майор (1955).

## Биография

### Начальная биография
Родился 31 мая 1908 года в с. Никитенки Орловского уезда Вятской губернии (ныне Мурашинского района Кировской области). Русский.
Окончил 7-летку (1922).
Член ВКП(б) с 1932 года. Русский.
Образование. Окончил полковую школу Вятского территориального полка 17-й стрелковой дивизии (1931), Горьковскую БТШ (1933), АКУКС при ВАММ (1936), ВВА им. Ворошилова (1946, 1951).

### Военная служба
С 30 октября 1930 года (призван Верховинским РВК). - курсант-одногодичник полковой школы Вятского территориального полка 17-й стрелковой дивизии. С 15 сентября 1931 г. - курсант Горьковской бронетанковой школы.
С 13 октября 1933 года - командир взвода полковой школы механизированной бригады им. Калиновского. С 15 апреля 1934 г. - танковый техник корпусной школы 5-го механизированного корпуса (Московский ВО). С 10 апреля 1935 г. - командир паркового взвода учебного танкового батальона  14-й танковой бригады (Московский военный округ).
С 25 ноября 1935 года по 29 октября 1936 г. - слушатель Академических курсов усовершенствования комсостава при Военной академии механизации и моторизации РККА им. И. В. Сталина.
С 29 октября 1936 года – помощник командира роты по технической части отдельного танкового батальона 40-й стрелковой дивизии (Московский ВО) 16 апреля 1938 г. - дивизия была передислоцирована в Ленинградский ВО. 
С 1 октября 1939 года - помощник командира роты по технической части отд. танкового батальона 142-й стрелковой дивизии 7-й армии. В этой должности участвовал в Советско-финляндской войне. 
С 3 сентября 1940 года - помощник командира роты по технической части отдельного танкового батальона 25-го танкового полка 163-й моторизованной дивизии (Ленинградский ВО).

### Великая Отечественная война
Начало Великой Отечественной войны встретил в занимаемой должности. С 19 ноября 1941 г. - командир батальона 948-го стрелкового полка 257-й стрелковой дивизии (Северо-Западный фронт). 
С 15 апреля 1942 года - Заместитель командира батальона 948-го стрелкового полка 257-й стрелковой дивизии (Калининский фронт). 
С 15 мая 1943 года - командир батальона 948-го стрелкового полка 257-й стрелковой дивизии. 
С октября 1943 года - командир 279-го гвардейского  стрелкового полка 91-й гвардейской стрелковой дивизии. С 15 мая 1944 г. - Зам. командира 91-й гвардейской  стрелковой дивизии.
Приказом НКО № 01135 от 29.04.1945 года зачислен слушателем Военной академии Генерального штаба им. К. Е. Ворошилова.

### Послевоенная карьера
С апреля по 15 мая 1946 года - в правительственной командировке. 
С 15 мая 1946 года - инспектор командира пехотной дивизии Албанской народной армии. Награждён орденом Скандербека.
С 28 февраля 1948 года в распоряжении Главкома Сухопутных войск. С 4 марта 1948 г. зачислен в распоряжение УК СВ по 7-му отделу. С 10 марта 1948 г. - Заместитель командира 36-й гвардейской механизированной дивизии.
27.12.1949 года зачислен слушателем основного факультета Военной академии Генерального штаба им. К. Е. Ворошилова, 4 декабря 1951 года - окончил.
С 22.02.1952 года — командир 5-й гв. механизированной дивизии. 
С 25.06.1957 года  командир 53-й гв. мотострелковой дивизии. 
С 23.10.1957 года старший военным советником командира дивизии Национальной народной армии Германской Демократической Республики. 
5 января 1959 года — заместитель командующего войсками 4-й армии по боевой подготовке — начальник отдела боевой подготовки.  (Закавказский военный округ).
22 июня 1960 г. уволен в запас по ст. 59 б с правом ношения военной формы одежды. (По другим источникам Приказом МО № 131 от 31.01.1959 года уволен в отставку по ст. 60 б).
Проживал в Баку, Азербайджанская ССР.
Умер 1 мая 1990 года.

## Воинские звания
- старший лейтенант (Приказ НКО № 01304 от 1938)
- Капитан (Приказ НКО № 04975 от 1940
- Майор (Приказ КЛФ № 0118 от 14.04.1942)
- Полковник (Приказ НКО № 03577 от 11.08.1943)
- Генерал-майор танковых войск (Пост. СМ № 1449 от 08.08.1955)

## Награды
- Орден Ленина (30.12.1956)[5][6]
- Орден Красного Знамени (10.10.1943)[7][8]
- Орден Красного Знамени(2.3.1945)[9][10][11]
- Орден Красного Знамени (15.11.1950)[5][12][13]

- Орден Кутузова II степени (19.04.1945)[14][15][16]
- Орден Суворова III степени (05.02.1943)[17][18]

- Орден Отечественной войны I степени (31.07.1944)[19][20]
- Орден Отечественной войны I степени (06.04.1985)[21]
- Орден Красной Звезды (6.11.1945) [22]
- Орден Красной Звезды

- Медаль За боевые заслуги(3/11/1944)[23][24]
- Медаль За оборону Москвы[25]
- Медаль «В ознаменование 100-летия со дня рождения Владимира Ильича Ленина» (6 апреля 1970)
- Медаль «За победу над Германией в Великой Отечественной войне 1941—1945 гг.» (9 мая 1945[26])[27]
- Медаль «За взятие Кёнигсберга» (9.6.1945)[28]

- Юбилейная медаль «Двадцать лет Победы в Великой Отечественной войне 1941—1945 гг.» (7 мая 1965[29])
- Юбилейная медаль «Тридцать лет Победы в Великой Отечественной войне 1941—1945 гг.»[30]

- Медаль «Ветеран Вооружённых Сил СССР»
- Медаль XX лет РККА
- Медаль «30 лет Советской Армии и Флота»[31].
- Юбилейная медаль «40 лет Вооружённых Сил СССР»[32]
- Юбилейная медаль «50 лет Вооружённых Сил СССР» (26 декабря 1967[33])
- Юбилейная медаль «60 лет Вооружённых Сил СССР» (28 января 1978[34])
- Юбилейная медаль «70 лет Вооружённых Сил СССР»
- Медаль «За безупречную службу» I степени
- Знак «Гвардия»
- Знак МО СССР «25 лет Победы в Великой Отечественной войне» (24 апреля 1970[35])

- иностранные
- Орден Скандербега 3-й степени

## Память
- На могиле генерала установлен надгробный памятник.
- Имя воина увековечено в Главном Храме Вооружённых сил России, и навсегда запечатлено на мемориале «Дорога памяти» [36]